# Tom Wilhelmsen
Thomas Mark Wilhelmsen (né le 16 décembre 1983 à Tucson, Arizona, États-Unis) est un lanceur droitier de la Ligue majeure de baseball.

## Carrière

### Brewers de Milwaukee
Tom Wilhelmsen est drafté en 2002 d'un high school de sa ville natale de Tucson et est choisi en septième ronde par les Brewers de Milwaukee. Il démontre de belles aptitudes en ligues mineures dans l'organisation des Brewers en 2003. Le jeune lanceur conserve une moyenne de points mérités de 2,84 en 92 manches lancées pour divers clubs-école affiliés à la franchise de Milwaukee.

### Années hors du baseball
En 2004, il échoue deux tests pour avoir fait usage de marijuana et est suspendu pour une année entière. Il décide d'abandonner le baseball et de partir en voyage en Europe et de parcourir les États-Unis et le Mexique. Pendant plusieurs années, et jusqu'en décembre 2010, il travaille aussi comme barman dans un bar tiki de Tucson appelé The Hut, ce qui lui vaudra dans le baseball son surnom : The Bartender.

### Retour au jeu
Ce n'est qu'en 2009 que Wilhelmsen revient au baseball, alors qu'il s'enrôle avec les Tucson Toros, une équipe de la Golden Baseball League, un circuit indépendant. Son histoire attire l'attention de la direction des Mariners de Seattle, qui lui offrent un contrat. En 2010 et joue toute la saison dans les ligues mineures, où il connait une bonne année comme lanceur partant : il ne subit qu'une seule défaite en huit décisions et présente une moyenne de points mérités de seulement 2,19 en 74 manches au monticule.

### Mariners de Seattle
À l'âge de 27 ans, Tom Wilhelmsen joue son premier match dans le baseball majeur le 3 avril 2011 dans une rencontre opposant Seattle aux Athletics d'Oakland. Il lance une manche sans accorder de point pour les Mariners au cours de cette première sortie, effectuée comme lanceur de relève. Il remporte sa première victoire le 15 août sur les Blue Jays de Toronto et en ajoute une autre plus tard pour compléter la saison avec une fiche de 2-0. En 25 parties jouées pour les Mariners en 2011, il maintient une moyenne de points mérités de 3,31 avec 30 retraits sur des prises en 32 manches et deux tiers lancées.
Le 6 juin 2012 à Los Angeles, Wilhelmsen succède au monticule à Kevin Milwood, Charlie Furbush, Stephen Pryor, Lucas Luetge et Brandon League et met fin à un match sans coup sûr combiné des lanceurs des Mariners contre les Dodgers.
Stoppeur des Mariners en 2012 et 2013, il réalise 29 et 24 sauvetages, respectivement, lors de ses deux saisons, mais perd ce poste en août 2013 après de mauvaises performances et est remplacé par son coéquipier Danny Farquhar.

### Texas, retour à Seattle, et Arizona
Le 16 novembre 2015, les Mariners échangent Wilhelmsen, le voltigeur James Jones et le joueur de champ intérieur Patrick Kivlehan aux Rangers du Texas contre le voltigeur Leonys Martín et le lanceur droitier Anthony Bass.
Libéré en cours de saison 2016 après avoir joué pour les Rangers, il est récupéré par Seattle, avec qui il termine la saison.
En 2017, il joue pour les Diamondbacks de l'Arizona.